# Bukovica Gornja (miasto Bijeljina)
Bukovica Gornja (cyr. Буковица Горња) – wieś w Bośni i Hercegowinie, w Republice Serbskiej, w mieście Bijeljina. W 2013 roku liczyła 324 mieszkańców.